# Pont de Vielha
El Pont de Vielha és un pont de Vielha e Mijaran (Vall d'Aran) que forma part de l'Inventari del Patrimoni Arquitectònic de Catalunya. És un pont de dos arcs, molt modificat i eixamplat, pla i tot de pedra. Es troba sobre el riu Nere, afluent per l'esquerre del Garona.

## Història
Pàg. 243, Viella. "Dins d'ella hi ha dos ponts sobre'l riu Nere, construïts en el segle xvi y altre de modern sobre la Garona per on passa la carretera de la Vall que és la que condueix a la frontera francesa."